# Vicky Bullett
 Vicky Bullett, née le 4 octobre 1967 à Martinsburg, en Virginie-Occidentale, est une joueuse américaine de basket-ball qui a joué en WNBA. Elle évoluait aux postes d'Ailière forte et de pivot. Elle est l'ancienne entraîneure-chef de l'équipe féminine de basketball du West Virginia Wesleyan College. Elle a joué pour le Sting de Charlotte et les Mystics de Washington en WNBA, ainsi que pour des équipes professionnelles européennes et sud-américaines, l'équipe nationale des États-Unis et les Terrapins de l'Université du Maryland. Elle a été intronisée au Women's Basketball Hall of Fame en 2011.

## Biographie

### Jeunesse
Grandissant à Martinsburg, en Virginie-Occidentale, Vicky est la benjamine d'une fratrie de six enfants. Elle passe une grande partie de son enfance à jouer au basketball avec ses frères dans leur cour arrière, surnommée le "dust bowl" en raison de son sol poussiéreux. Cette immersion précoce dans le sport, principalement aux côtés de garçons, forge son caractère compétitif et sa détermination. Son père, James "Tom" Bullett, ancien joueur de basketball au lycée Ramer et joueur semi-professionnel de baseball, inculque à ses enfants l'importance du travail acharné et de la persévérance. Vicky attribue à son père l'inspiration et les valeurs qui ont guidé sa carrière sportive.
Vicky fréquente le lycée de Martinsburg, où son talent pour le basketball devient rapidement évident. Dès sa première année, elle intègre l'équipe féminine de varsity, une réalisation notable pour une jeune athlète. Sous la direction de son frère aîné, Don, qui devient son entraîneur lors de ses années junior et senior, elle perfectionne ses compétences et développe une compréhension approfondie du jeu. Don, ayant lui-même joué au basketball au Glenville State College, apporte une expertise précieuse à l'équipe et traite Vicky avec la même rigueur que ses coéquipières, garantissant une progression équitable et méritée.
Les performances de Vicky au lycée attirent l'attention de plusieurs universités prestigieuses. Elle choisit finalement l'Université du Maryland, séduite par la proximité de l'établissement avec sa ville natale, permettant à ses parents d'assister à ses matchs et de la soutenir activement.

## Palmarès
- Championne olympique 1988
- Troisième des Jeux olympiques 1992
- Championne du monde 1990